# 海德薇希·伊莉莎白·夏洛特
海德薇希·伊莉莎白·夏洛特（德語：Hedwig Elisabeth Charlotte，1759年3月22日—1818年6月20日），瑞典與挪威王后，丈夫是瑞典-挪威國王卡爾十三世/二世。

## 家庭
1774年，夏洛特與當時的南曼蘭公爵卡爾結婚，兩人共有1子1女：
- 路易莎·海薇格公主（1797年—1797年），夭折
- 卡爾·阿道夫王子（1798年—1798年），夭折